# Hossein Ali Beyg Bastami
Hossein Ali Beyg Bastami (en persan : حسینعلی بیگ بسطامی) ou Hassan Ali Beyg Bastami  (né à Bastam (Semnan)) (1708 - 1796), descendant de Bayazid Bastami  (en persan : بايزيد بسطامى) est le premier à recevoir le titre de Moayyer ol-Mamalek (en persan :معیر الممالک). Il fut le trésorier successivement de Nâdir Châh Afshar, Mohammad Karim Khân Zand et Agha Mohammad Shah Qajar. 

## Biographie
Probablement d'origine arménienne, il a été introduit à la cour des Séfévides durant le règne de Chah Hossein (en persan :شاه سلطان حسین) (vers 1720). Quelques années après, il en devint l'un des plus importants courtisans. Tahmasp II le charge de l'informer des événements sur le front des batailles entreprises par Nâdir Châh à Abiverd (en persan : ابیورد). Durant cette période, il se rapproche de Nâdir Châh avec lequel il tisse et entretien des relations très amicales.
Étant donné sa position au sein de la cour, il a pu contribuer à la chute de Tahmasb II et sa succession par Abbas III en intervenant auprès de Nâdir Châh. Il fut membre de l'assemblée de Dasht Moghan (en persan:  دشت مغان) qui désigna Nâdir comme le nouveau chah de Perse. Il est nommé Vizir (ministre) après le couronnement de Nâdir Châh en recevant le titre de Moayyer Bashi (en persan : معیرباشی) puis de Moayyer ol-Mamalek (en persan : معیر الممالک).
Après l'assassinat de Nâdir Châh, il devint le conseiller particulier d'Adil Chah, neveu et successeur de Nâdir Châh. 
Mohammad Karim Khân Zand le nomme Trésorier de la couronne, fonction qu'il a conservée longtemps, même après le changement de dynastie durant le règne d'Agha Mohammad Shah de la dynastie des Qajar. 
Il a également joué un rôle important dans la chute des Afsharides et l'ascension de Karim Khan Zand.

## Ses enfants
Il est le premier homme d'État à recevoir le titre de Moayyer ol-Mamalek et le grand aïeul des familles Vali et Moayyeri (voir l'arbre généalogique dans la section photos). Il avait deux fils :
- Agha Moussa Bastami né en 1814 pendant le règne d'Agha Mohammad Khan. Il a été l'un des Mostofi de la cour. Il a été répudié pour cause de calomnie par Agha Mohammad Shah et exilé à Kerbala. Il a eu un fils; Mirza Abbas Foroughi Bastami (en persan: میرزا عباس فروغی بسطامی), né à Kerbala en 1798 et décédé à Téhéran en 1857. Il est connu sous le nom de Foroughi Bastami (en persan: فروغی بسطامی), l'un des poètes les plus connus de l'ère Qajar et reconnu en particulier pour ses ghazal.
- Doust Ali Moayyer ol-Mamalek (en persan: دوستعلی‌خان معیرالممالک).

## Photos

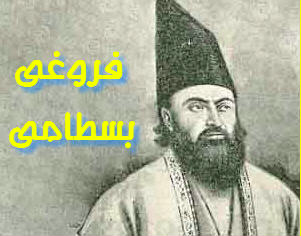
Foroughi Bastami (Son petit-fils, poète)
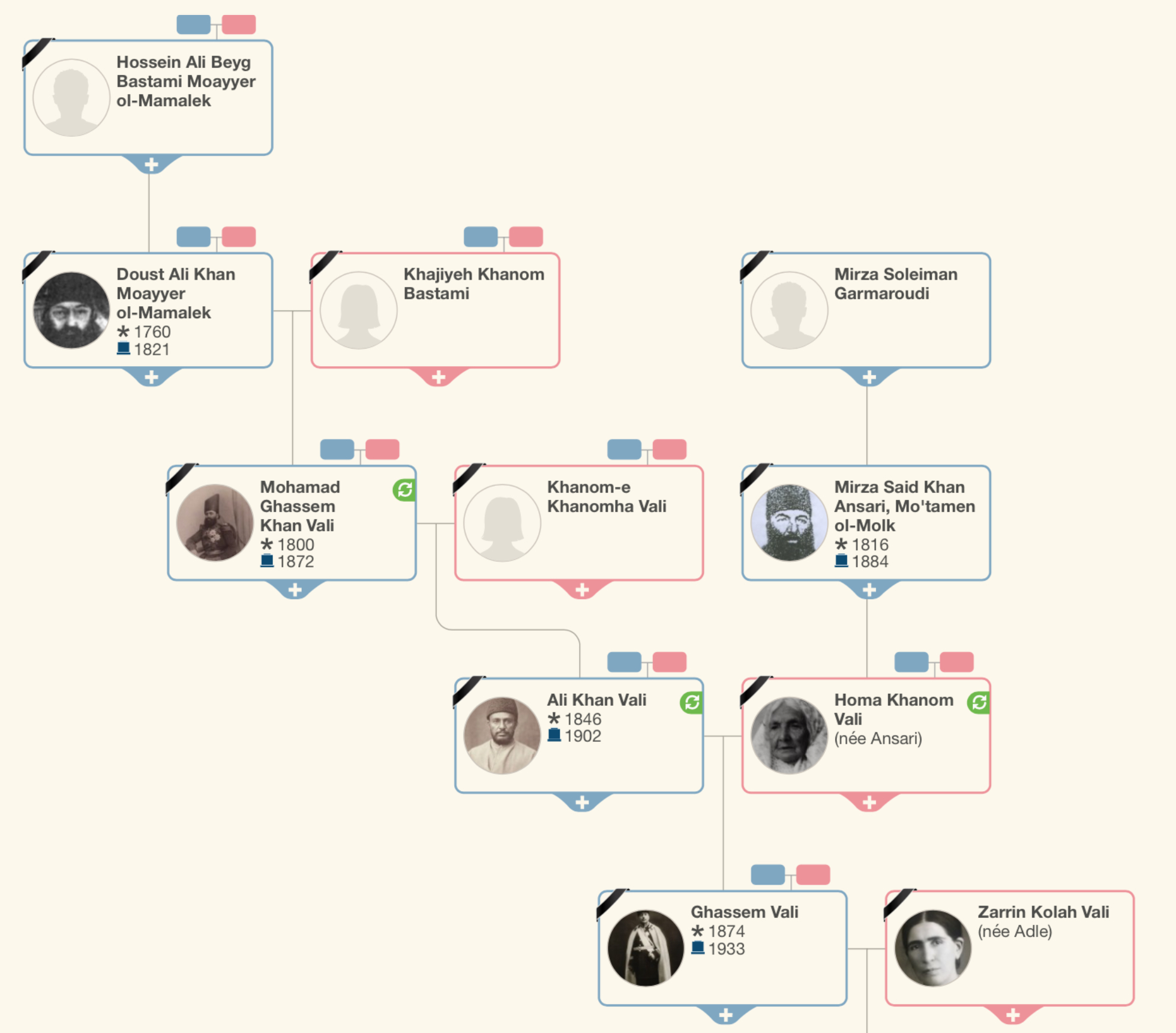
Arbre généalogique de la famille Vali